# Балх
Балх (перс. بلخ‎) или Бактра (стгрч. Βάκτρα) град је који се налази у истоименој провинцији у Авганистану.

## Историја
Сматра се да је Балх раније био центар развоја Будизма и Зороастризма. Такође се сматра да је био први град у који су се индоирански народи населили долазећи са севера Аму Дарје.
На почетку 16. века Узбеци су настанили град под командом Мухамеда Шајбанија.

## Географија
Налази се у северном делу Авганистана, на око 20 км од престонице провинције Мазари Шарифа и на око 74 км од Аму Дарје и границе са Узбекистаном.